# Mangifera subsessilifolia
Mangifera subsessilifolia är en sumakväxtart som beskrevs av A.J.G.H. Kostermans. Mangifera subsessilifolia ingår i släktet Mangifera och familjen sumakväxter. Inga underarter finns listade i Catalogue of Life.